# Реліз моделі
Реліз моделі (англ. Model Release) — договір між моделлю, фотографом і свідком, що дає право фотографу на публікацію, продаж, поширення та інші (ретушування, обробка, художні правки, демонстрація на виставках, публікація в друкованих виданнях тощо) дії з фотографіями, на яких зображена модель.
Інші назви: модельний реліз, договір з моделлю, договір з фотографом, розписка моделі.

## Зміст
Типовий модельний реліз містить наступні дані:
- ім'я, прізвище та контактні дані фотографа
- ім'я, прізвище, контактні і паспортні дані моделі
- ім'я, прізвище та контактні дані свідка
- дата зйомки
- опис фотографії
- фотографія моделі
- скан першої сторінки паспорта моделі.

Окрім перерахованих вище пунктів, реліз моделі може бути розширений
- прикладеними фотографіями, для яких модель дає свій дозвіл
- діями з фотографіями, які може здійснювати фотограф.